# Kim Hyung-suk
Kim Hyung-suk (hangul= 김형석), es un actor surcoreano.

## Carrera
El 9 de marzo de 2017 se unió al elenco principal de la serie web de Naver TV: Love Playlist donde dio vida a Lee Hyun-seung, un estudiante del departamento de administración de negocios, hasta el final en 1 de abril del mismo año. El 29 de junio del mismo año volvió a interpretar a Hyun-seung en la segunda temporada de la serie titulada "Love Playlist: Season 2", hasta el final de la serie el 29 de julio del 2017.
El 20 de octubre de 2018 interpretó nuevamente a Hyun-seung en la tercera temporada de la serie Love Playlist: Season 3, hasta el final de la serie el 25 de octubre del mismo año.
Ese mismo año realizó una aparición especial en la serie web Flower Ever After donde volvió a dar vida a Lee Hyun-seung junto a Jung Ji-won (Jung Shin-hye), como una pareja que entra en la cafetería-panadería de Gong Ji-hyo (Ahn Shi-eun).
En 2019 apareció en el primer episodio del especial de Love Playlist: "Pu Reum's Vlog". También apareció en el segundo episodio de la serie web Re-Feel donde interpretó e nuevo a Hyun-seung quien junto a Ji-won (Jung Shin-hye) entran en la cafetería donde trabajan Park Jin-ho (Jun Hye-yeon), Han Jae-hee (Lee Yoo-jin) y Tae Geon (Jun Seop).
En mayo del mismo año realizó una aparición especial en la serie web The Best Ending donde dio vida nuevamente a Hyun-seung junto a Jung Ji-won (Jung Shin-hye). Durante el episodio Hyun-seung se acerca a pedirle direcciones a Go Min-chae (Choi Hee-jin).
El 22 de junio del mismo año regresará como Hyun-seung durante la cuarta temporada de Love Playlist.

## Filmografía

### Series de televisión
| Año  | Título                     | Personaje      | Notas        |
| ---- | -------------------------- | -------------- | ------------ |
| 2019 | I Love You, Loser!         | Andry Seo      | 6 episodios  |
| 2019 | Love Playlist 4            | Lee Hyun-seung | 16 episodios |
| 2019 | Special: Pu Reum's Vlog    | Lee Hyun-seung | 2 episodios  |
| 2019 | The Best Ending            | Lee Hyun-seung | ep. #1       |
| 2019 | Re-Feel                    | Lee Hyun-seung | ep. #2       |
| 2018 | Flower Ever After          | Lee Hyun-seung | ep. #1       |
| 2018 | Love Playlist 3            | Lee Hyun-seung | 12 episodios |
| 2018 | Room Of Her Own (자취, 방) | Sin U-seok     |              |
| 2017 | Love Playlist 2            | Lee Hyun-seung | 12 episodios |
| 2017 | Love Playlist              | Lee Hyun-seung | 8 episodios  |

### Programas de variedades
| Año  | Título                         | Notas                             |
| ---- | ------------------------------ | --------------------------------- |
| 2019 | Come On School (커먼스쿨)      | 4 episodios (ep. #1-4) - invitado |
| 2019 | Enjoy Couple                   | invitado - junto a Jung Shin-hye  |
| 2019 | I Can See Your Voice: Season 6 | (ep. #7) - concursante            |
| 2017 | Shadow Singer                  | juez                              |